# Головка самонаведения

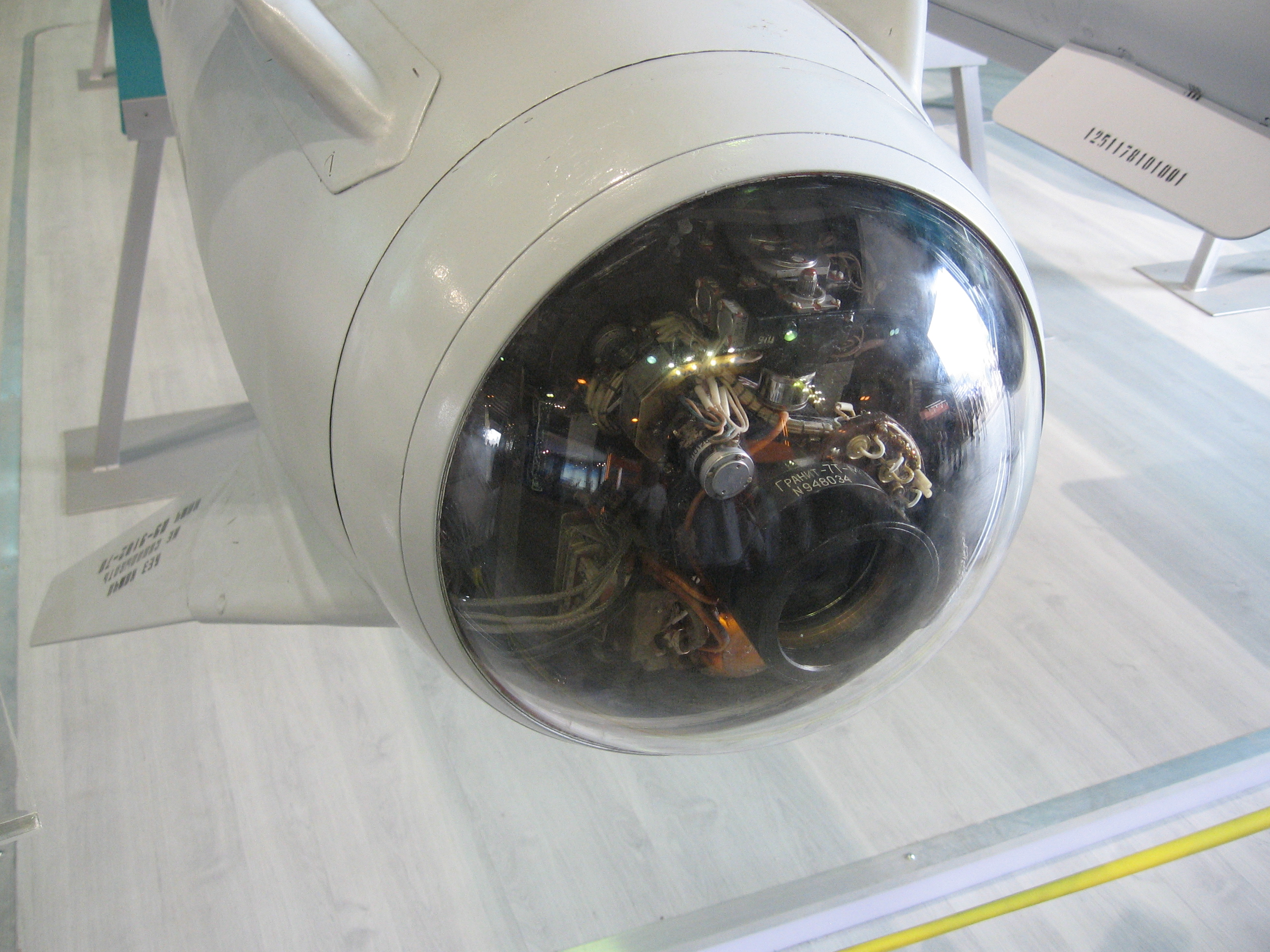
Телевизионная ГСН ракеты Х-59 «Овод».

Головка самонаведения (сокр. ГСН, англ. homing head или seeker) — координатор, который устанавливается на управляемое средство поражения (ракету, бомбу, торпеду и др.) для обеспечения прямого попадания в объект атаки или сближение на расстояние, меньшее радиуса поражения боевой части средства поражения (СП), то есть для обеспечения высокой точности наведения на цель. ГСН является элементом системы самонаведения.
СП, оборудованное ГСН, может «видеть» «подсвеченную» носителем снаряда или им самим либо излучающую или контрастную цель и самостоятельно наводиться на неё, в отличие от ракет, наводимых командным способом.

## Виды ГСН
- РГС (РГС, РЛГСН) — радиолокационная ГСН:
  - АРГСН — активная РГС, имеет на борту полноценную РЛС, может самостоятельно обнаруживать цели и наводиться на них. Применяется в ракетах классов «воздух-воздух», «земля-воздух», противокорабельных;
  - ПАРГСН — полуактивная РГС, ловит сигнал РЛС сопровождения, отражённый от цели. Применяется в ракетах классов «воздух-воздух», «земля-воздух»;
  - Пассивная РГСН — наводится на излучение цели. Применяется в противорадиолокационных ракетах, а также в ракетах, наводящихся на источник активных помех.
- ТГС (ИКГСН) — тепловая, инфракрасная ГСН. Применяется в ракетах классов «воздух-воздух», «земля-воздух», «воздух-земля».
- Ультрафиолетовая головка самонаведения.
- ТВГСН — телевизионная ГС. Работает в хороших метеоусловиях, при хорошей видимости. Применяется в ракетах класса «воздух-земля», некоторых ракетах класса «земля-воздух».
- ТПВГС — тепловизионная ГС. Работает на тех же принципах, что и ТВГС, но в инфракрасном диапазоне спектра, что позволяет ей быть менее зависимой от метеоусловий.
- ЛГСН — Лазерная ГС. Применяется в ракетах «воздух-земля», «земля-земля», авиабомбах. Как правило, полуактивная — работает на отраженном от цели лазерном излучении (цель облучается лазерной станцией подсвета цели на самолете-носителе).
- Акустическая ГС применяется в торпедах.

## Разработчики и производители ГСН
В Российской Федерации производство головок самонаведения различных классов сосредоточено на ряде предприятий военно-промышленного комплекса. В частности, активные головки самонаведения для ракет малой и средней дальности класса «воздух-воздух» серийно выпускаются на «НПП „Исток“» (г. Фрязино Московской области).

## Примеры ракет с ГСН
- AGM-65 Maverick
- AGM-114 Hellfire
- AIM-120 AMRAAM
- Astra (ракета)
- Exocet
- Red Dean
- Нептун (крылатая ракета)
- Гарпун (противокорабельная ракета)
- Гермес (ракетный комплекс)
- Р-27
- Р-73
- Р-77
- Х-35
- Х-59